# Iquique
Iquique je grad na sjeveru Čilea i središte regije Tarapacá (221.400 stanovnika, 2004.). Nalazi se na obali Tihog oceana, na poluotoku zapadno od pustinje Atacama (20°13′S 70°10′W / 20.217°S 70.167°W). Ime grada potječe od aymarske riječi "Ique-ique", koja se može prevesti kao "lijenost", a istovremeno znači i "spavanje" ili "krevet." 
Grad je osnovan u 16. stoljeću. U čileansko-peruanskom ratu 1879. godine osvojili su ga Čileanci, te im je i pravno pripao sporazumom (1883.).
Iquique ima jedan od najvećih lučkih trgovačkih centara Južne Amerike koje se tradicionalno nazivaju Zona Franca ili Zofri. Na površini od oko 2,4 km² nalaze se brojna skladišta, trgovine, restorani i dr. Važna je izvozna luka za okolno područje bogato nitratima, jodom, soli i guanom. Željezničke veze povezuju ga s manjim centrima u okolici i unutrašnjosti te s ostalim obalnim gradovima. 

Od 2003. godine Iquique je zbratimljen s hrvatskim gradom Zadrom.

## Šport
U športu je Iquique na glasu kao zemlja prvaka, što osobito važi za nogomet. Klub iz Iquiquea bio je prvim prvakom Čilea u nogometu za amatere koje se održalo 1930. godine. Drugi naslov amaterskog prvaka bio je 1935., sastav San Enrique.
1937. osvojili su novi naslov amaterskog prvaka u nogometu. 1943. bio je novi naslov. Tih je godina Iquique dvaput bio prvakom Čilea u košarci. 1947. se je amatersko prvenstvo prvi put održalo u Iquiqueu, a Iquique je postao prvak. Prvacima su još bili 1955., 1965. i 1978. godine. Povijest amaterskog nogometa u Iquiqueu sabrana je u dokumentarnom djelu ¡Cuidado que viene Iquique!. Campeones de Chile en el fútbol amateur. Del 1930 al 1978 (izdanje Universidad Arturo Prat, Iquique, 2009.). 
- Tarapacá Sporting Club
- Estadio Tierra de Campeones
- Complejo Deportivo Tadeo Haenke
- Casa del Deportista
- Colegio Deportivo de Iquique

Športska društva: Jorge V, Unión Matadero, Unión Morro, Cavancha, Maestranza, Club Chung Hwa

### Nogomet
- Asociación de Fútbol de Iquique (AFI)
- Club Yungay (1905.)
- C.D. Maestranza (1905.)
- Estrella de Chile (1921.)
- Club Deportivo Unión Morro (1923.)
- Club Unión (1923.)
- Club Deportivo Rápido (1923.)
- Club Jorge V (1926.)
- Club Sportiva Italia
- Club de Deportes Iquique
- Deportivo Universidad Arturo Prat

## Poznate osobe
- Luis Advis Vitaglich, skladatelj
- Hernán Büchi Buc‎, političar i ekonomist, bivši ministar
- Juan Ostoic Ostoic, košarkaški reprezentativac
- Patricio Sesnich, pisac prve foronovele
- Ingrid Antonijevic,  ekonomistica, profesorica i poduzetnica, bivša ministrica
- Leandro Antonijevic Bezmalinovic, poduzetnik
- Patricio Advis Vitaglich, arhitekt i povjesničar

## Vanjske poveznice
- Iquique's CityHall  Arhivirana inačica izvorne stranice od 8. listopada 2011. (Wayback Machine) (španjolski)
- Zona Franca de Iquique (španjolski)
- Iquique.com (španjolski)
- Iquique, Tierra de Campeones"  Arhivirana inačica izvorne stranice od 29. kolovoza 2004. (Wayback Machine) Iquique u športu